# Chico Anysio
Chico Anysio, de son véritable nom Francisco Anysio de Oliveira Paula Filho né le 12 avril 1931 à Maranguape et mort le 23 mars 2012 à Rio de Janeiro, est un humoriste et acteur de cinéma et de télévision brésilien. Il est aussi peintre et auteur d’ouvrages humoristiques. Il est, avec Chacrinha et Silvio Santos, un des personnages les plus connus de la télévision brésilienne.

## Biographie
Né à Maranguape (Ceará) le 12 avril 1931, Chico Anysio déménage à Rio de Janeiro avec sa famille alors qu’il a six ans et commence travailler à Rádio Guanabara au début des années 1950 comme commentateur de sport et acteur radiophonique.
C'est à partir de la fin des années 1950 qu'il entame sa carrière à la télévision, sur TV RIO avec les programmes Noite de Gala en 1957 et Só Tem Tantã en 1959. En 1968, il entre à Rede Globo, la plus grande chaîne de télévision brésilienne. Il écrit toujours ses textes, et pour Rede Globo, il est journaliste sportif, et écrit aussi les textes de plusieurs chansons (comme Rancho da Praça XI, à l’occasion du quatrième centenaire du carnaval de Rio de Janeiro).
À la suite d'un accident en 1996 qui lui provoque une fracture de la mandibule, sa carrière subit un ralentissement jusqu'en 2005, lorsqu’il recommence à jouer dans le rôle du docteur Saraiva dans la télénovela Sítio do Picapau Amarelo.

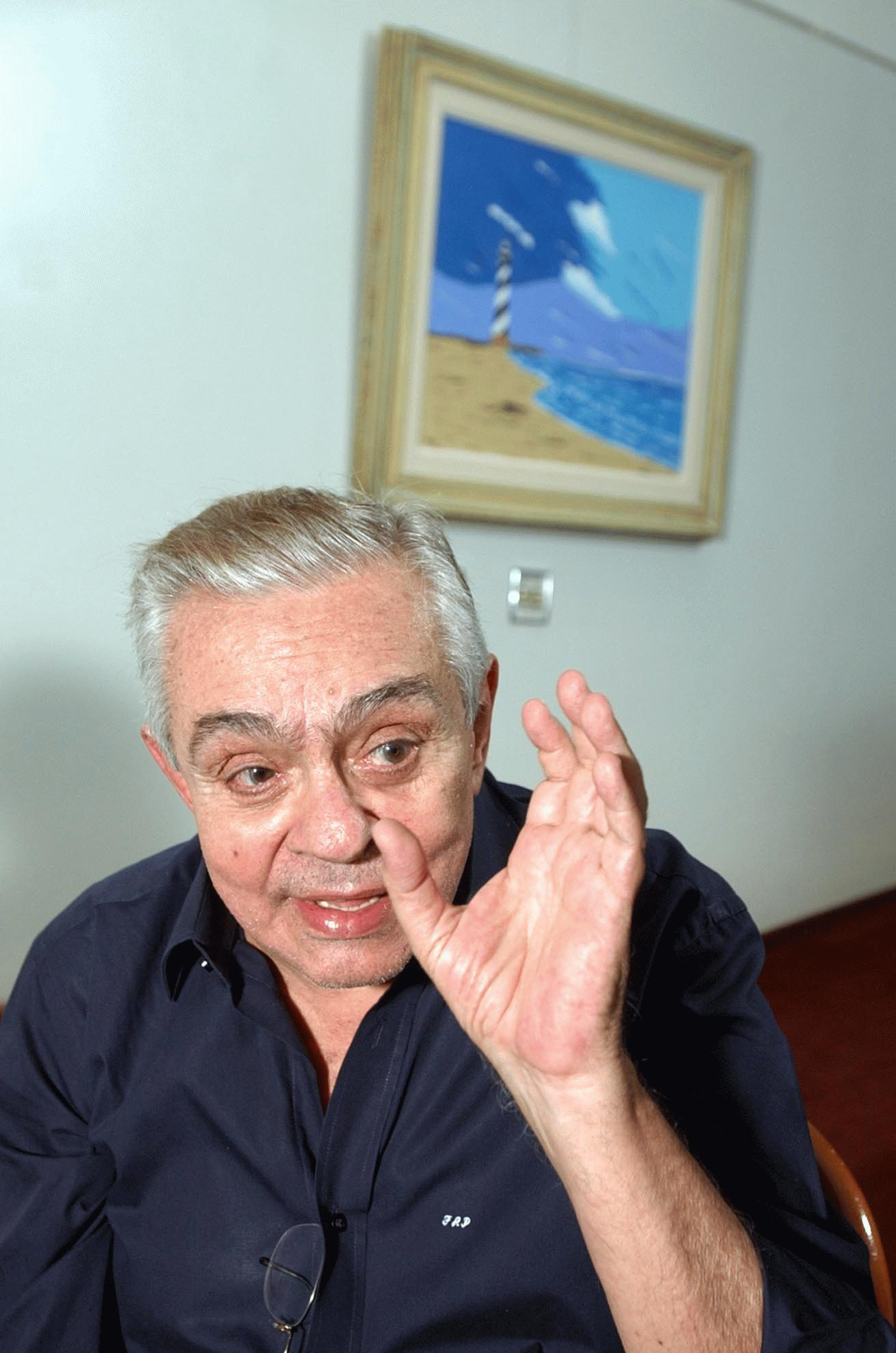
Chico Anysio - 2003

Il meurt le 23 mars 2012 à Rio de Janeiro dû à une défaillance multiviscérale.
Il est le père de l'acteur Nizo Neto.

## Télévision
- 1973-1980 - Chico City, dans le rôle de plusieurs personnages.
- 1982-1990 - Chico Anysio Show, dans le rôle de plusieurs personnages.
- 1989 - Que Rei Sou Eu?, dans le rôle de Taji Namas
- 1990-2002 - Escolinha do Professor Raimundo, dans le rôle du Professeus Raimundo
- 1991 - Estados Anysios de Chico City, dans le rôle de plusieurs personnages.
- 1995 - Chico Total, dans le rôle de plusieurs personnages.
- 1995 - Engraçadinha, Seus Amores e Seus Pecados, dans le rôle comique d'un vendeur de cercueils
- 1999 - Zorra Total, dans les rôles de Alberto Roberto, Professor Raimundo et Dr Rosseti
- 1999 - Terra Nostra dans le rôle du Barão Josué Medeiros
- 1999 - O Belo e as Feras, dans le rôle de plusieurs personnages.
- 2002 - Brava Gente (pt), dans le rôle du Detective Brito e di Cego
- 2004 - A Diarista, dans le rôle du Rúbio
- 2005 - Sítio do Pica-Pau Amarelo dans le rôle Dr Saraiva
- 2006 - Sinhá Moça, dans le rôle d'Everaldo
- 2007 - Pé na Jaca, dans le rôle de Cigano
- 2008 - Cilada, dans le rôle du Dep. Sandoval
- 2008 - Guerra e Paz, dans le rôle du Père Santo
- 2009 - Caminho das Índias, dans le rôle de Namit Batra
- 2009 - Chico e Amigos, dans le rôle de plusieurs personnages.
- 2009-2010 - Zorra Total, dans les rôles de Alberto Roberto, Justo Veríssimo et de Bento Carneiro

## Filmographie sélective
- 1996 - Tieta (en), dans le rôle de Zé Esteves
- 2009 - Se Eu Fosse Você 2, dans le rôle de Olavo
- 2009 - Up - Altas Aventuras, dans le doublage de Carl Fredricksen
- 2010 - Uma Professora Muito Maluquinha, dans le rôle de Monsenhor Aristides